# Nando Nkrumah

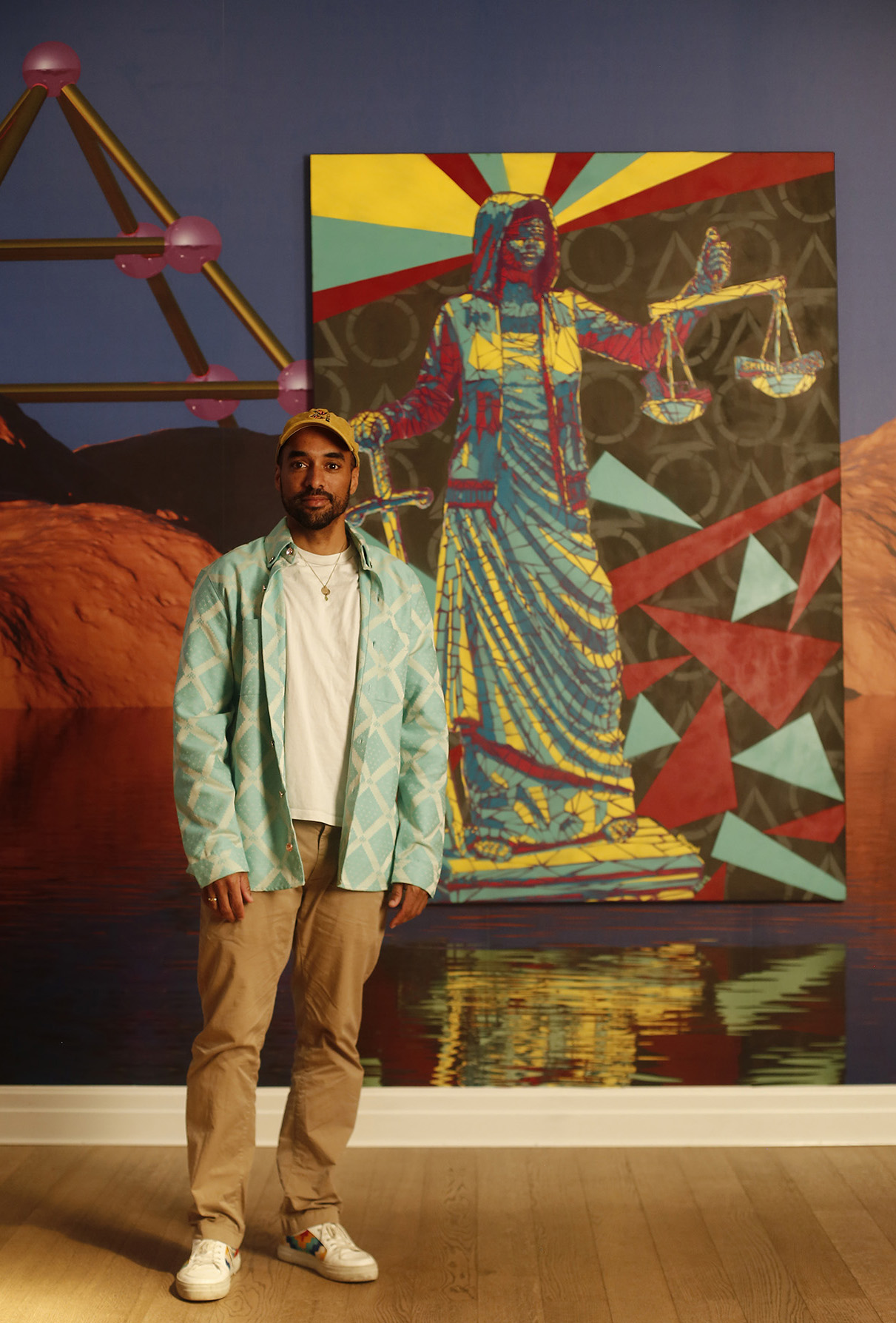
Nando Nkrumah, 2024,Max Ernst Museum Brühl

Nando Kwabena Nkrumah (* 1979 in Kumasi, Ghana) ist ein deutsch-ghanaischer Künstler.

## Leben
Nando Nkrumah wurde als Sohn von Beate Nkrumah (geb. Kunz) und Josef Nkrumah geboren. Er studierte zunächst Industrial-Design an der Universität Essen (heute Folkwang-Hochschule) und der National University of Singapore und anschließend an der Kunsthochschule für Medien in Köln, wo er sich in die Techniken der 3D-Grafik, Zeichnung und der digitalen Malerei vertiefte. Er lebt und arbeitet heute in Köln.

## Werk
Seine Arbeit zeichnet sich dadurch aus, dass der Künstler in seinen Werken traditionelle und moderne Lebenswelten, Symbole und Architekturen fusioniert, um futuristische und utopische Räume der Zugänglichkeit zu erschaffen. Hierfür setzt der Künstler sowohl traditionelle Techniken wie die Zeichnung und die Malerei ein, als auch digitale Technologien wie z. B. Augmented Reality.
Neben seinen visuellen Serien, ist er auch für seine Interventionen insbesondere in deutschen Museen bekannt, die er als ein nachhaltiges Werkzeug des Empowerments versteht. So initiierte er 2018 die Intervention ARbotage im Wallraf-Richartz-Museum und wurde darauf 2019 vom Rautenstrauch-Joest-Museum eingeladen, eine Intervention im Zentrum der Dauerausstellung durchzuführen. 2023 gewinnt er den Kunstwettbewerb der SPSG zur Erschaffung einer Intervention am Reiterstandbild vor dem Schloss-Charlottenburg in Berlin.
Nando Nkrumah zählt zu den prägendsten Stimmen des Afrofuturismus in Deutschland und ist der Begründer des Authentismus – einer Bewegung, die zugleich künstlerischer Stil und Schule ist und als Reaktion auf den Verlust von Individualität und Authentizität im Zeitalter der künstlichen Intelligenz entstand.

## Ausstellungen
- 2009: La Mercè, Barcelona, Light Painting (live)
- 2010: Soul Food, Köln, Painting Co-Ausstellung mit Stephen Lawson
- 2015: Polymorphosis, Köln, Art of Buna, Einzelausstellung
- 2016: Into the Light, Accra, Chale Wote Art Festival[3]
- 2019: Arbotage No. 1, Köln, Wallraf-Richartz-Museum (selbst-initiiert), Augmented-Reality-Intervention
- 2019: Jamestown Arbotage, Accra, Chale Wote Art Festival – Augmented-Reality-Intervention
- 2020: Conversations, Köln, Rautenstrauch-Joest-Museum, Mixed-Media-Intervention[1]
- 2022: The Powerhouse, Kunstmuseum Bonn und KNUST-Museum Kumasi mit Arxafrica[4]
- 2023: This is not only hi(s) story. This is Our Story, Berlin, Schloss Charlottenburg, Mixed-Media-Intervention[2]
- 2024: Nando Nkrumah – Heute schon Morgen,[5] Max Ernst Museum Brühl, Brühl, Deutschland
- 2024: The Invisible Ones, Kirche St. Michael, Köln, Deutschland
- 2025: Imagine. Materialise. Witness., Alte Feuerwache, Köln, Deutschland